# Caspar von Waldenfels

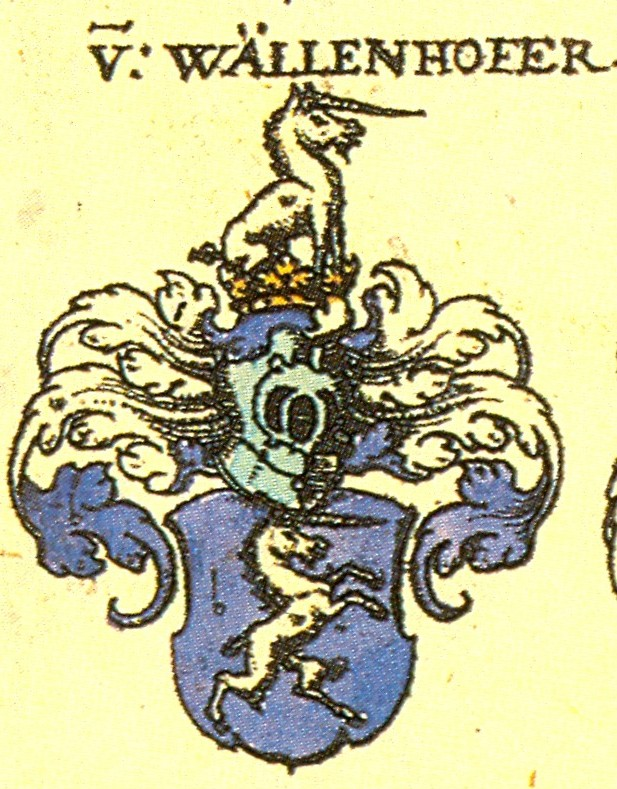
Einhorn-Wappen derer von Waldenfels in Siebmachers Wappenbuch

Caspar von Waldenfels (* um 1380; † 1441) war Hauptmann auf dem Gebirge und zu Hof, Brandenburgischer Rat und Amtmann zur Plassenburg in Kulmbach.

## Leben
Caspar stammte aus dem Adelsgeschlecht derer von Waldenfels zu Wartenfels. Nach dem Genealogen Biedermann war er verheiratet mit Margaretha von Schaumberg. Seine Söhne Fritz († 1450) und Hans († 1470) lösten die Waldenfelser Fehde aus.
Am 4. Juni 1422 weilte er u. a. neben Graf Oswalt von Truhendingen, Conrad von Aufseß, Hans von Sparneck, Erhart von Machwitz, Hans von Seebach und Apel von Vitzthum dem Älteren auf dem Schloss Schleiz, wo ein Landfriedensbündnis zur Sicherung der Landstraßen gegen Räuberei und Plackerei zwischen Kurfürst Friedrich von Brandenburg und Landgraf Friedrich dem Älteren, Wilhelm und Friedrich dem Jüngeren von Thüringen abgeschlossen und gegenseitige Hilfe zugesagt wurde. Caspar von Waldenfels musste sich verpflichten, dafür Sorge zu tragen, dass sich sein Nachfolger in der Funktion des Amtmanns zur Plassenburg in Coburg zum abgeschlossenen Landfriedensbündnis bekannte.
1427 erwarb Caspar vom Grafen Sigismund von Orlamünde die Herrschaft Lichtenberg. Beim Einfall der Hussiten wurde Lichtenberg unter Caspar von Waldenfels erfolgreich verteidigt. Enoch Widmann berichtete vom Einfall der Hussiten 1430 in Hof, den Caspar als Hauptmann mit einer Geldzahlung noch abwenden wollte. Zur Beseitigung der Schäden erhielt die Stadt zehn Jahre Steuerfreiheit.